# Hesder ieixivà
El programa hesder ieixivà (en hebreu: הסדר ישיבה) també anomenat yeshivat hesder (en hebreu: ישיבת הסדר) és un programa d'estudis israelià que combina els estudis talmúdics avançats amb el servei militar a les Forces de Defensa d'Israel (FDI), generalment dins d'un marc sionista religiós. Aquestes ieixives permeten als jueus ortodoxos complir amb l'ideal de la participació plena i activa en la defensa del poble israelià, al mateix temps que participen en l'estudi de la Torà durant els seus anys de formació a l'exèrcit.

## Descripció
El servei en una ieixivà del programa hesder sol durar un total de cinc anys, dins dels quals els participants són oficialment soldats de les FDI. Al llarg d'aquests cinc anys, es dediquen 16 mesos al servei militar real, que comprèn tant l'entrenament com el servei actiu. En algunes ieixives hesder, el servei dura sis anys, dels quals 24 mesos estan dedicats al servei militar real. Gairebé tots els estudiants de la ieixivà hesder serveixen a l'exèrcit com a soldats de combat. La resta del temps que els estudiants passen al hesder, està destinat a l'estudi de la Torà a temps complet. Alguns estudiants estudien per diversos anys després d'aquest període obligatori. Les ieixives hesder tenen típicament entre 150 i 300 estudiants, encara que algunes ieixives més grans tenen fins a 500 estudiants, mentre que unes altres tenen menys de 100 estudiants.
Una típica ieixivà del programa hesder funciona com una ieixivà ortodoxa tradicional, amb èmfasi en un estudi profund del Talmud. No obstant això, el pla d'estudis d'una ieixivà hesder, sovint inclou un major enfocament en el Tanakh (la Bíblia hebrea) i la filosofia jueva. A més, la majoria de les ieixives hesder animen als seus estudiants a passar un temps ajudant als necessitats de les comunitats veïnes.
Moltes de les ieixives hesder també inclouen un kolel, i ofereixen un programa de semicha (una ordenació rabínica), en preparació per a l'ordenació del rabinat, molts graduats del programa hesder també obtenen una ordenació del Rabí Zalman Nechemia Goldberg. Des de 1990, diverses ieixives hesder han establert, o estan associades amb instituts de mestres. Els graduats d'aquestes ieixives, són participants actius en el sistema educatiu dels jueus nacional-religiosos, com a rabins i com a mestres.
Hi ha un nombre de programes per a estudiants que venen de la diàspora jueva (anomenats programes per als estrangers) que duren entre un o dos anys, aquests programes varien en grandària, des d'unes 10 persones, fins a unes 150. Els més destacats d'aquests programes són els que es duen a terme a la Ieixivà Kerem BeYavneh, a la Ieixivà del Kotel, la Ieixivà Xa'alvim, i la Ieixivà de Har Etzion. Com a alternativa a les ieixives del programa hesder, alguns estudiants homes procedents de l'escola secundària, opten per estudiar un any a una mechina (una acadèmia premilitar), i després passen a realitzar un període regular de servei militar.

## Història
La idea de les ieixives hesder s'atribueix a Yehuda Amital, un rabí i un polític israelià que va servir a l'Haganà, i que va lluitar a la Guerra d'Independència d'Israel. Després d'escriure un assaig sobre els aspectes religiosos i morals del servei militar, Amital va concebre un programa per combinar el servei militar i l'estudi de la Torà. La primera ieixivà hesder, fou anomenada Kerem B'Yavneh, va ser establerta en 1953, seguint el model del Nahal, una unitat que combinava el treball en un assentament agrícola fronterer amb el servei militar.
En 1991, el programa hesder ieixivà, va ser guardonat amb el Premi Israel per la seva contribució especial a la societat i a l'Estat sionista d'Israel. Una nova llei del parlament israelià, sobre les exempcions per als estudiants de les ieixives ultraortodoxes, va abordar l'estatus legal del servei militar i l'estudi a la ieixivà hesder. En 2011, va haver-hi 68 ieixives hesder a Israel, amb un total de més de 8.500 estudiants.